# Somateria
A Somateria a madarak osztályának lúdalakúak (Anseriformes) rendjébe és a récefélék (Anatidae) családjába  tartozó nem.

## Rendszerezésük
A nemet Bonaparte, 1828-ben, az alábbi 3 faj tartozik ide:
- pehelyréce (Somateria mollissima)
- cifra pehelyréce (Somateria spectabilis)
- pápaszemes pehelyréce (Somateria fischeri)